# لوسيان فيلا
لوسيان فيلا (بالفرنسية: Lucien Villa) هو سياسي فرنسي، ولد في 17 نوفمبر 1922 في قرقشونة في فرنسا، وتوفي في 13 مايو 2018 في فرنسا. حزبياً، نشط في الحزب الشيوعي الفرنسي. وقد انتخب نائب فرنسي وانتخب نائب برلماني ‏ (1967 – 1968).